# Friar Anselmo, and Other Poems
Friar Anselmo, and Other Poems – tomik wierszy amerykańskiej poetki Julii Caroline Ripley Dorr (1825-1913), opublikowany w Nowym Jorku przez oficynę Charles Scribner’s Sons w 1879. Tomik rozpoczyna się wierszem dedykacyjnym To S.M.D, skierowanym do męża autorki, Seneki Mila Dorra. Zawiera między innymi poemat Friar Anselmo, wiersze The King’s Rosebud, Somewhere, A Secret, Peradventure, poemat Rena, wiersze What Need?, The Kiss, What She Thought, This Day i kilkanaście sonetów.